# Geert Vandewalle
Geert Vandewalle (* 6. Dezember 1964 in Torhout; † 26. November 1988 in Zulte) war ein belgischer Radrennfahrer und nationaler Meister im Radsport.

## Sportliche Laufbahn
Vandewalle war Straßenradsportler und wurde 1985 bei den Amateuren nationaler Meister im Straßenrennen vor Frank Van De Vijver. Mit diesem Sieg qualifizierte er sich für die Teilnahme an den UCI-Straßen-Weltmeisterschaften 1985. Dort belegte er beim Sieg von Lech Piasecki den 7. Platz.
1986 wurde er Berufsfahrer im Radsportteam Lotto und blieb bis 1988 als Radprofi aktiv. Als Profi konnte er keine Erfolge erzielen. Er beendete 1988 seine Laufbahn.